# Ursula Anna Theresia Reutter
Ursula Anna Theresia Reutter, född Holzhauser den 20 oktober 1708 i Wien, död där 7 april 1782, var en österrikisk operasångare (sopran).
Reutter uppträdde vid hovet i Wien från 1725 och anställdes som hovsångare år 1728, en post hon behöll till sin död.
Hon gifte sig med komponisten  Georg Reutter der Jüngere år 1731.